# Mårdseleheden
Mårdseleheden är ett naturreservat i Vindelns kommun i Västerbottens län.
Området är naturskyddat sedan 2010 och är 18 hektar stort. Reservatet ligger i en västsluttning mot Vindelälven och består av sandtallskog.